# El Fary
José Luis Cantero Rada (Madrid; 20 de agosto de 1937-Madrid; 19 de junio de 2007), conocido por su nombre artístico El Fary, fue un cantante, compositor y actor español.

## Biografía

### Primeros años (1937-1967)
José Luis Cantero nació en el barrio de Las Ventas, en Madrid, cerca de la plaza de toros. Su familia era originaria de Buenache de Alarcón (Cuenca). De niño solía faltar a la escuela para imitar al coplero salmantino Rafael Farina, de quien tomó su nombre artístico —antes de «El Fary» fue conocido como «El Farina de Ventas»—, y a otras estrellas de la copla. [cita requerida]
Sus amigos Andrés Garrido Anguita y José Antonio Quesada Olmo, alias el Quesos, le compusieron su primera canción: El toro guapo.
Antes de tener éxito trabajó como jardinero, camarero y taxista, para reunir el dinero que le permitió grabar sus primeras canciones. A los trece años de edad empezó a trabajar en un bar, ocupación que dejó al cabo de poco tiempo para repartir fruta a domicilio. Después trabajó como jardinero en Torrejón de Ardoz con uno de sus hermanos y, al volver del servicio militar, como taxista. Una vez editados los discos, él mismo los vendía en el Rastro de Madrid. En esa época también participaba en certámenes radiofónicos y actuaba en fiestas locales.
Solía contar que durante su etapa de taxista «pasó una noche entera con Ava Gardner», frase que se prestaba a equívocos y que él aclaró: en una noche de 1960 la llevó en su taxi a un local de flamenco y la actriz, reconocida noctámbula, le pidió que la esperase en la puerta, cosa que hizo hasta que al amanecer finalmente la llevó de nuevo a su hotel.

### Inicio de su carrera musical (1967-1990)
Ya cumplidos los treinta años empezó a ganar dinero como cantante, cuando sustituyó a Pepe Blanco en Pozoblanco, Córdoba. Más tarde Antonio Molina lo contrató para una gira de dos meses.
Empezó a editar singles en el año 1972 y álbumes en el año 1975 y se mantuvo activo grabando hasta el año 2007, año de su fallecimiento, obteniendo un gran éxito en la década de los 70, los 80, los 90 y los 2000.
En los años 1990 protagonizó la serie Menudo es mi padre, representando el papel de un taxista. El guion se hizo a medida para él e incluso el título de la serie era un juego de palabras con su baja estatura.
Apadrinó a varios artistas jóvenes como Melody o, a su propio hijo, Javi Cantero, ambos cantantes de pop.

### Santiago Segura y «Torrente» (1998-2005)

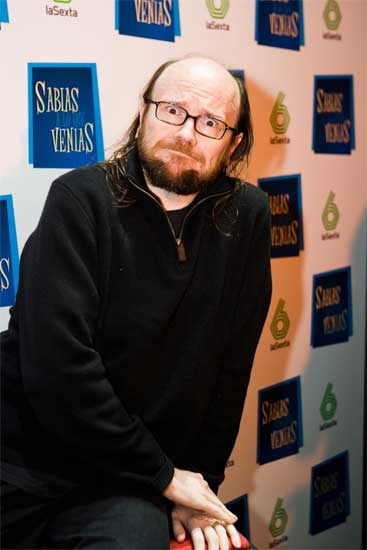
El actor y director español Santiago Segura, que dirigió las cinco entregas de la serie de películas de «Torrente».

Hacia el fin de la década el director de cine Santiago Segura estrenó su comedia Torrente: El brazo tonto de la ley. El protagonista, José Luis Torrente, es un policía maleducado, machista, corrupto y admirador del «Fary».
La banda sonora comenzaba con una canción grabada ad hoc titulada Apatrullando la ciudad. Tanto la canción como la película fueron un éxito. En 2005, «el Fary» realizó una breve aparición en la tercera entrega de Torrente, Torrente 3: El Protector, interpretándose a sí mismo. Además, se comercializó una pieza de merchandising única: el Carrofary, una pequeña figura de goma del cantante diseñada para ser colgada del espejo retrovisor del coche.

### Vida privada
«El Fary» tuvo cinco hijos:
- Luis Cantero Rodríguez, con Juana Rodríguez Abad, uno de sus primeros romances.
- Adela Cantero De Miguel, nacida en 1968, su única hija, con Pilar de Miguel.
- Luis Cantero De Miguel, con Pilar de Miguel.
- Javier Cantero Olmedilla, nacido el 11 de abril de 1983, con Concepción Olmedilla.
- Raúl Cantero Olmedilla, con Concepción Olmedilla.

La mujer de su vida fue la última, Concepción Olmedilla, con la que empezó la relación en 1978 y se casaron el 22 de noviembre de 2002, tras veintitrés años de noviazgo y con dos hijos en común (Javi y Raúl).

### Muerte (2007)
En enero de 2006 le fue diagnosticado un cáncer terminal de pulmón y se estimó la duración de su vida en un año y medio. La familia quiso mantenerlo en la intimidad, pero dos meses después, en la que sería su última entrevista, reveló al público su enfermedad. Falleció el 19 de junio de 2007, a los 69 años de edad, en un hospital madrileño. Fue incinerado; una parte de sus cenizas fueron esparcidas en el campo de la localidad madrileña de Cenicientos y la otra mitad de sus cenizas reposan en el jardin del recuerdo del cementerio de la Almudena en Madrid.

### Cine
- Ojos sin luz, 1988
- Torrente 3: El protector, 2005

### Series de Tv
- Menudo es mi padre 1996 - 1998

## Pensamiento
Seguramente el monólogo más citado de El Fary es el siguiente:

Yo, de todas maneras, siempre he detestado al hombre blandengue. Y, además, también he podido analizar que la mujer tampoco admite al hombre blandengue... La mujer es muy pícara, valga el sentido de la palabra, porque (como bien he dicho en otras ocasiones) yo lo que más valoro en esta vida es la mujer. Sin la mujer, la vida no tendría sentido. Pero la mujer es granujilla y se aprovecha mucho del hombre blandengue. No sé si se aprovecha o se aburre, y entonces le da capones y todo. Porque es verdad, por eso digo que el hombre debe de estar en su sitio y la mujer en el suyo, no cabe duda, porque la mujer tiene esos derechos que yo respeto... Y más tenía que tener, porque la mujer se lo merece todo. Pero amigo mío: el hombre no debe nunca de blandear. Debe estar ahí porque además, entre otras cosas, creo que la mujer necesita ese pedazo de tío ahí. Al hombre blandengue le detesto. Ese hombre de la bolsa de la compra y... Qué te voy a decir yo, el carrito del niño con el coche... Me parece bien. Pero ya te digo que la mujer abusa mucho de la debilidad del hombre.

## Discografía
1. Ritmo caló (1975, Olympo)
2. Soy gitanito (1977, Movieplay)
3. Camino de la gloria (1978, Movieplay)
4. El Fary (1979, Movieplay)
5. Canela y limón (1980, Movieplay)
6. El Fary II (1981, Movieplay)
7. Amante de la noche (1982, Ariola)
8. Amor secreto (1983, Ariola)
9. Como un gigante (1984, Ariola)
10. Rompecorazones (1985, Ariola)
11. Un paso más (1986, Ariola)
12. Grandes éxitos (1986, Ariola)
13. Va por ellos (1987, Ariola)
14. A mi son (1988, Ariola)
15. Enamorando (1989, Zafiro)
16. Dedícame una hora (1990, Zafiro)
17. Tu piel (1991, Zafiro)
18. Tomillo, romero y jara (1992, Zafiro)
19. Mujer de seda (1993, Horus)
20. Tumbalero (1995, Horus)
21. Menudo es el Fary (1996, BMG-Ariola)
22. Calle Calvario (1999, Zafiro)
23. Sin trampa ni cartón (2000, Carabirubi)
24. Ese Fary!! (2002, Muxxic)
25. El Fary. Grandes éxitos - Media Verónica (2007, Sony-BMG)